# Google Web Toolkit
Google Web Toolkit (GWT) is een open-source-Java-framework van Google dat het mogelijk maakt om JavaScript-applicaties in Java te ontwikkelen. Versie 1.0 werd door Google in mei 2006 gelanceerd.
GWT maakt het mogelijk om Javascript-applicaties, en in het bijzonder AJAX-applicaties, in Java te schrijven met behulp van standaard Java-ontwikkelgereedschap (zoals IDE's en debuggers). Wanneer de applicatie af is, wordt deze vertaald naar JavaScript door de GWT-compiler. De resulterende JavaScript-code kan zonder hulpprogramma's of extra software door browsers worden uitgevoerd.

## Techniek
Hoewel GWT een aantal bibliotheken voor AJAX en JavaScript bevat, verschilt GWT van JavaScript-frameworks zoals Prototype en jQuery in die zin dat het ontwikkelen geheel plaatsvindt in Java en niet in JavaScript.
GWT-applicaties kunnen op twee manieren uitgevoerd worden:
- Hosted mode: de (Java-)broncode wordt vertaald naar Java bytecode die vervolgens wordt uitgevoerd door een Java Virtual Machine. Deze mode is vooral bedoeld voor het ontwikkelen en debuggen van de applicatie.
- Web mode: de (Java-)broncode wordt vertaald naar JavaScript en HTML. Het resultaat kan uitgevoerd worden in een standaardbrowser of aan derden beschikbaar worden gesteld via het internet.

## Onderdelen
GWT bestaat uit de volgende onderdelen:
Compilerdit is een Java-naar-JavaScript-compiler (vertaler).
Hosted webbrowsereen speciale browser die GWT-toepassingen uitvoert in hosted mode, dus in een Java VM, zonder ze eerst naar JavaScript te vertalen.
JRE emulation libraryeen JavaScript-bibliotheek bestaande uit JavaScript-implementaties van een aantal veelgebruikte onderdelen uit de Java standard class library (zoals java.lang en java.util).
GWT Web UI class libraryeen verzameling widgets voor webapplicaties, vergelijkbaar met JavaScript-frameworks zoals Prototype en jQuery.